# Reformage catalytique
Le reformage catalytique est une opération chimique servant à valoriser une fraction du pétrole (le naphta lourd) en essence.

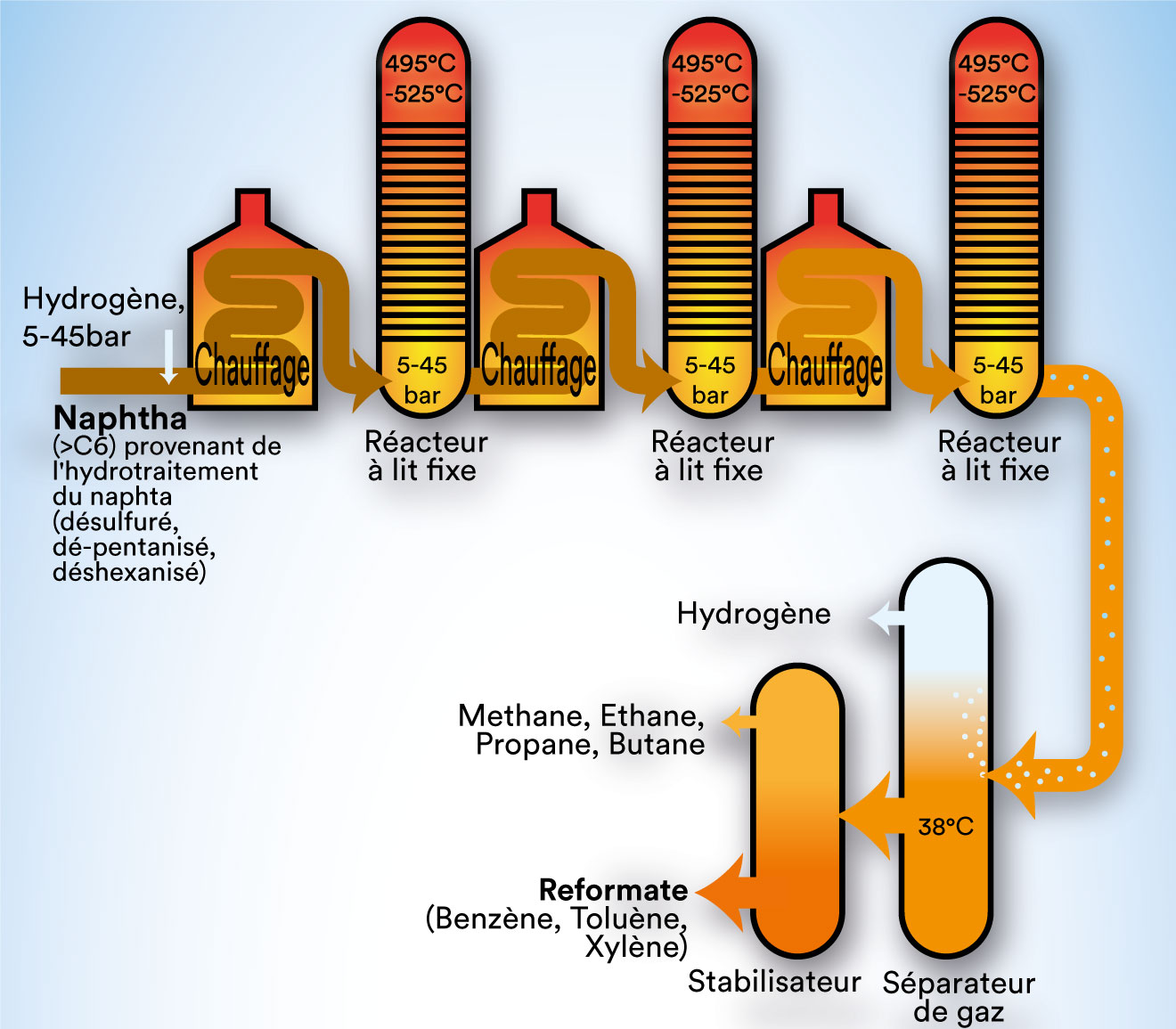
Unité de reformage catalytique

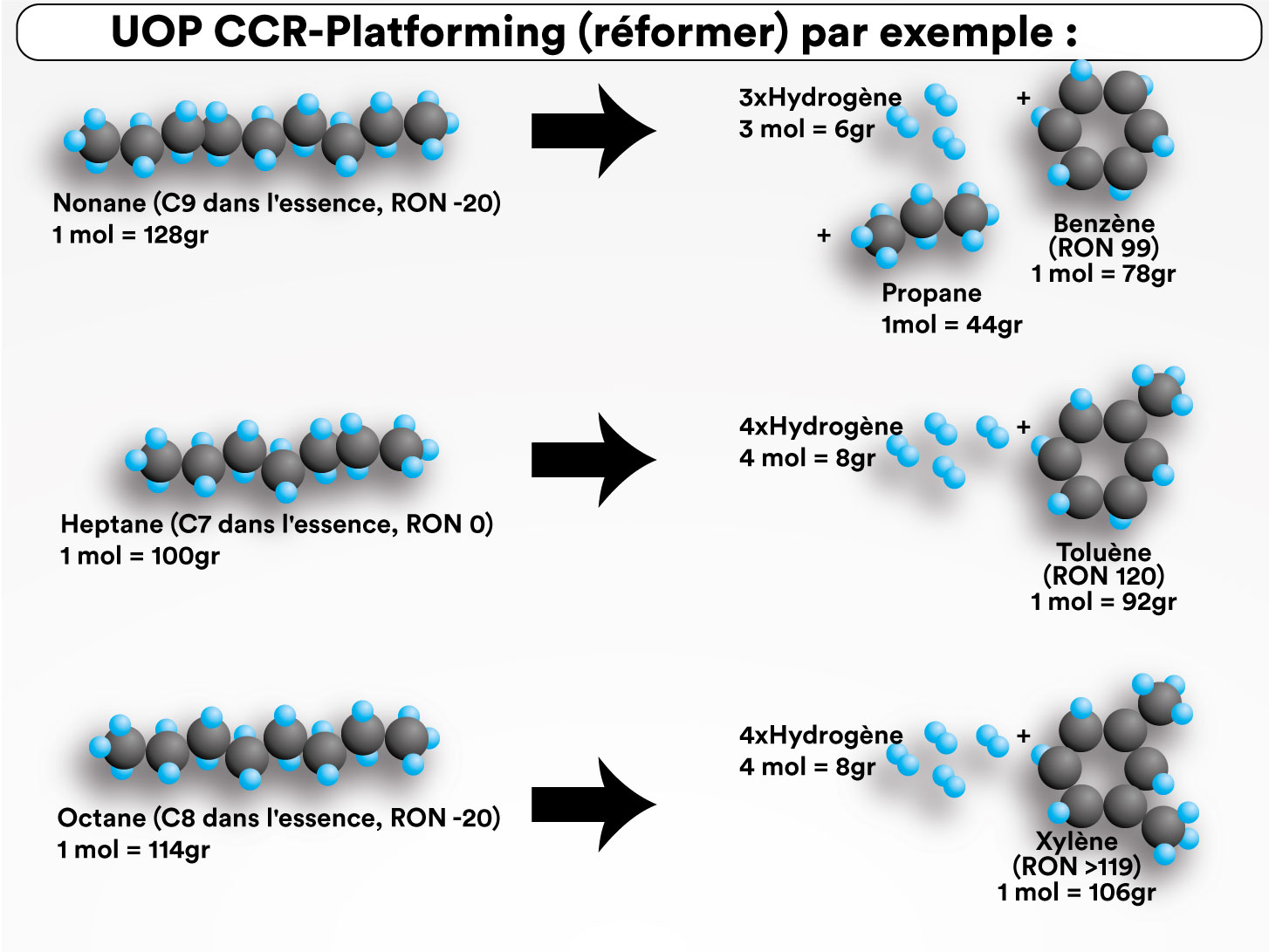
Reformage catalytique continu / platformage

Dans ce procédé, un catalyseur permet de déclencher les réactions chimiques. À partir d'un naphta lourd débarrassé de soufre, le produit passe à travers une série de quatre réacteurs qui transforment les alcanes saturés en alcanes insaturés en les débarrassant partiellement de leurs atomes d'hydrogène. À la sortie des réacteurs, après passage dans une unité de séparation, il contient :
- de l'hydrogène ;
- du fuel gaz (méthane et éthane) ;
- du propane ;
- du butane ;
- du reformat.

La réaction se fait sous pression et à haute température (de l'ordre de 500 à 550 °C).
- L'hydrogène sera utilisé dans l'hydrotraitement et l'hydrodésulfuration.
- Le fuel gaz est dirigé vers le réseau de gaz combustible.
- Le propane et le butane sont dirigés vers un récipient de stockage.
- Enfin, le reformat sera mélangé avec du naphta léger et du butane dans des proportions déterminées pour donner du carburant ordinaire et du supercarburant. Par un régime de fractionnement du reformat, on obtient des hydrocarbures aromatiques BTX (benzène, toluène et xylène) très recherchés dans l'industrie pétrochimique.

Dans une raffinerie complexe, sont également ajoutés des isomères et de l'éthanol pour faire du carburant sans plomb.
La production d'hydrogène à partir d'hydrocarbures est aussi appelée « reformage ». Cet abus de langage s'explique par le fait que l'on cherche à valoriser un « sous-produit » du reformage « classique » tel que défini ci-dessus (voir Dihydrogène).

## Précisions
Le reformage catalytique a pour objectif de transformer les constituants naphténiques (à bas indice d'octane) en constituants aromatiques à haut indice d'octane servant de base au mélange des essences.
L'unité de reformage est constituée essentiellement d'une série de trois réacteurs contenant du catalyseur et un fractionnateur servant à séparer les différents produits à la sortie des réacteurs. Ce catalyseur est très sensible à la présence de produits sulfurés et azotés, aussi la charge de reformage doit être exempte de soufre, d'azote et de leurs dérivés.
La réaction se passe sous haute pression et à haute température (de l'ordre de 550 °C) avec production d'hydrogène venant des molécules naphténiques. C'est une réaction endothermique : les liaisons dans les molécules naphténiques s'ouvrent et libèrent de l'hydrogène et ces molécules donnent naissance à des molécules aromatiques dont le chef de file est le benzène (C6H6).

Représentation de la réaction générale de déshydrogénation dans les réacteurs en présence de catalyseur.

Dans l'unité, c'est par déshydrogénation partielle du cyclohexane (C6H12) que du benzène est obtenu.
La charge de l'unité peut venir de différentes unités telles que le naphta lourd de la distillation atmosphérique après passage à l'hydrotraitement ou bien de l'hydrocracker.
À la sortie du fractionnateur, les produits suivants sont disponibles :
- hydrogène ;
- fuel gaz ;
- coupe propane/butane ;
- coupe pentane ;
- reformat, qui entre dans la composition des essences.

L'hydrogène est utilisé pour l'hydrotraitement et l'hydrodésulfuration.
Le fuel gaz est envoyé au réseau fuel gaz.
La coupe C3/C4 est envoyée en charge vers le gas plant.
La coupe pentane ainsi que le reformat sont envoyés au stockage pour servir de base aux mélanges de carburants.